# Stellanello
Stellanèllo ( Štellanéllu, Stalanéllu, Stananelu o Stenanelo in ligure) è un comune italiano sparso di 822 abitanti della provincia di Savona in Liguria. La sede comunale è ubicata nella frazione di San Gregorio, in borgata Rossi.

## Geografia fisica
Il territorio di Stellanello è situato nell'alta valle del torrente Merula, non lontano dal crinale che la divide dalla valle del torrente Lerrone.

## Storia

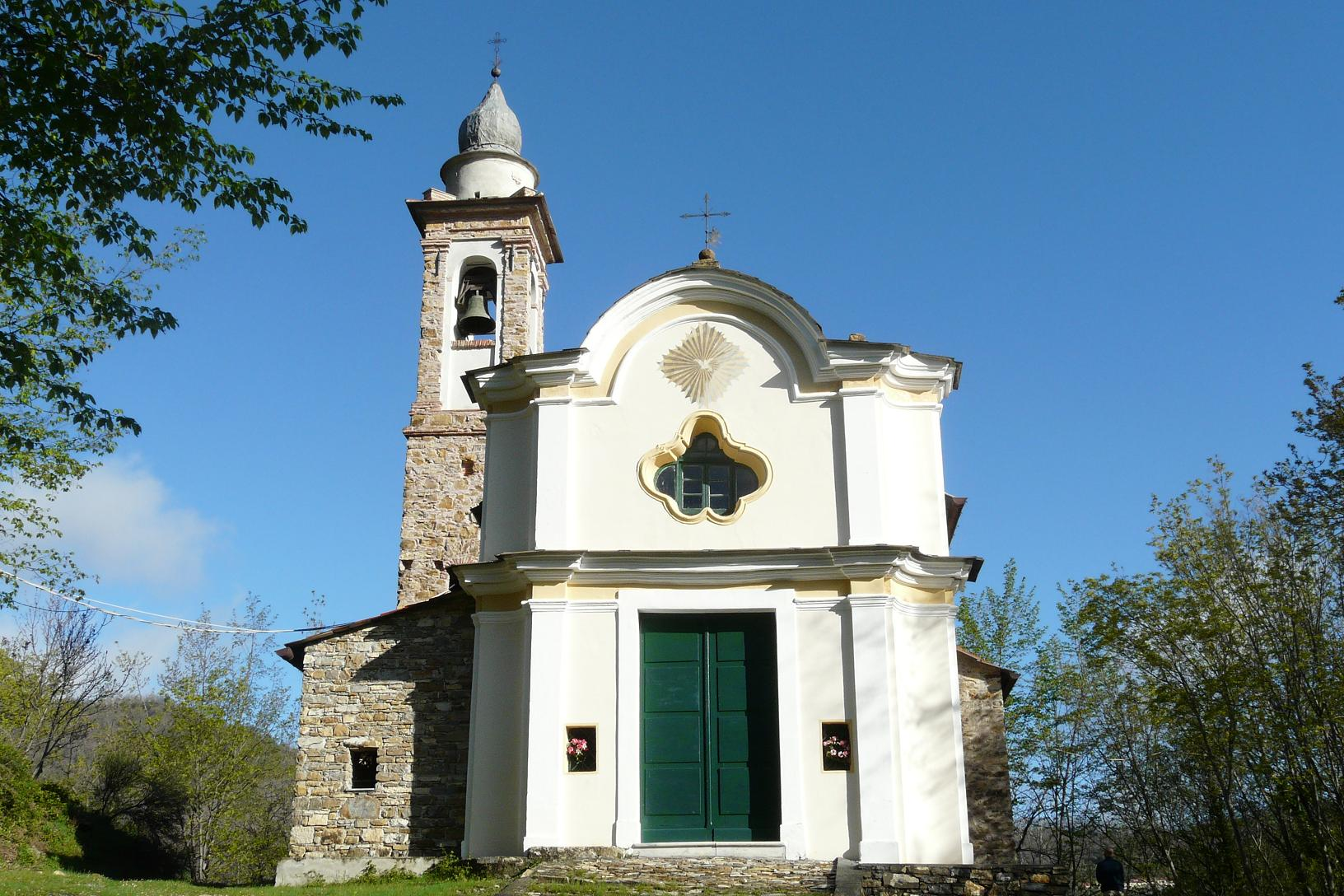
Il santuario della Madonna di Loreto o "della Madonnetta".

Il nome del paese sarebbe legato ad una tradizione popolare, un racconto che narra la triste storia di Andalora. La leggenda vuole che il principe saraceno Al Kadir, durante una razzia lungo le coste liguri, vide la bella Andalora (che significa landa d'oro) e la volle rapire, legandola all'albero maestro della propria nave. Il promesso sposo di lei, Stefanello, la raggiunse nottetempo, mentre la nave era ormeggiata presso Capo Mele, ma nel vano tentativo di liberarla venne scoperto e ucciso. Andalora, per il dolore, e per non restare in mano dei saraceni, si gettò in mare. Il sacrificio dei due giovani, sempre secondo la leggenda, spinse il principe Al Kadir a convertirsi alla fede cristiana. Da allora i due paesi limitrofi di Andora e Stellanello portano questi nomi in memoria dei due giovani.
Il primo documento attestante il nome di Stellanello risale al 1170 quando la Valle era compresa nel vasto dominio dei marchesi di Clavesana; furono probabilmente questi ad edificare sul poggio sottostante la frazione di San Gregorio un castello di cui oggi rimangono solo i ruderi. Nel terzo decennio del XIV secolo il feudo di Stellanello passò per acquisizione dotale ai Del Carretto marchesi di Savona e signori del Finale; all'inizio del Seicento pervenne per successione ereditaria ai Doria, principi di Melfi e signori di Loano.
Nel 1303 la valle di Stellanello si dotò di un proprio statuto, uno dei più antichi della Liguria: venivano eletti quattro consoli, uno per ogni quartiere o "cappella", e sedici consiglieri, quattro per quartiere, con il compito di gestire l'amministrazione pubblica e, in comunione col luogotenente del signore feudale, la giustizia.
Nel 1462, messer Francesco Divizia, ricco signore di Perugia, si rifugiò a Stellanello in seguito alle lotte tra guelfi e ghibellini che imperversavano nella città perugina. Fra i suoi discendenti ci furono vari personaggi illustri, tra i quali Marco Ambrogio Divizia, che nel Cinquecento fu allo stesso tempo capitano dei Corazzieri e comandante delle galere del principe Andrea Doria, e il prete Marco Antonio Divizia, che con lascito testamentario del 23 luglio 1707 istituì l'Opera Pia Divizia, preposta all'istruzione dei giovani del luogo.
Con i preliminari di Vienna del 1735 il feudo di Stellanello fu assoggettato al Regno di Sardegna. Annesso alla Repubblica Ligure dal 1801, la municipalità stellanellese fece parte dal 1803 del V cantone del Capo Mele nella Giurisdizione degli Ulivi; nel 1804 furono inglobati nell'unica municipalità stellanellese gli ex comuni di Testico, Cappella Soprana, San Damiano, San Gregorio, San Vincenzo e Villarelli. Dal 13 giugno 1805 al 1814 venne compresa nel Dipartimento di Montenotte del Primo Impero francese.
Ricostituito nel 1815 il comune di Testico, al quale Stellanello cedette la frazione di Poggio Bottaro (1818), fu inglobato nella provincia di Albenga del Regno di Sardegna, così come stabilì il Congresso di Vienna del 1814, e successivamente nel Regno d'Italia dal 1861. Dal 1859 al 1926 il territorio fu compreso nel III mandamento di Andora del circondario di Albenga facente parte della provincia di Genova; nel 1927 con la soppressione del circondario ingauno passò, per pochi mesi, nel circondario di Savona e, infine, sotto la neo costituita provincia di Savona.
Dal 1973 al 31 dicembre 2008 ha fatto parte della Comunità montana Ingauna e, con le nuove disposizioni della Legge Regionale n° 24 del 4 luglio 2008, fino al 2011 della Comunità montana Ponente Savonese. Dal 2014 al 2019 ha fatto parte dell'Unione dei comuni della Val Merula e di Montarosio.

### Simboli
Stemma
Gonfalone

Lo stemma e il gonfalone sono stati concessi con il decreto del presidente della Repubblica del 13 maggio 2003.

## Monumenti e luoghi d'interesse

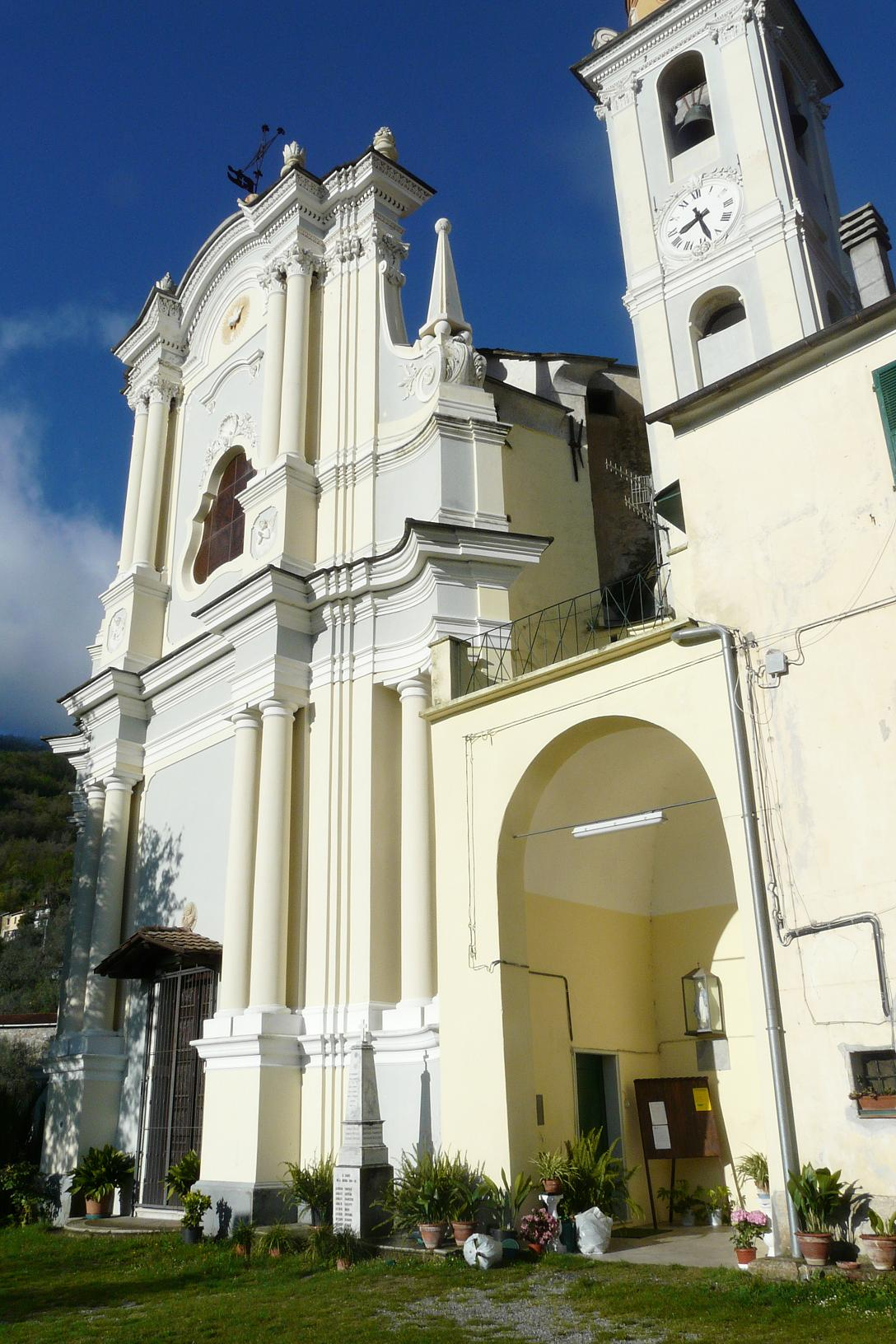
La chiesa parrocchiale dei Santi Vincenzo e Anastasio nella frazione di San Vincenzo

### Architetture religiose
- Chiesa parrocchiale dei Santi Cosma e Damiano nella frazione di San Damiano.
- Oratorio di San Bartolomeo nella frazione di San Damiano, di forma ottagonale.
- Cappella di Sant'Antonio abate nella frazione di San Damiano.
- Chiesa parrocchiale di San Gregorio nella frazione omonima. Edificata nel 1568, conserva un pulpito del 1603 e due statue raffiguranti San Gregorio e la Madonna del Rosario, quest'ultimo posizionata sopra l'altare policromo barocco.
- Cappella dell'Immacolata Concezione nella frazione di San Gregorio, presso la borgata di Albareto.
- Cappella della Madonna della Neve nella frazione di San Gregorio, presso la borgata di Borgososso.
- Cappella di Santa Lucia nella frazione di San Gregorio, presso la borgata di Costapiana.
- Cappella di San Mauro nella frazione di San Gregorio, presso la borgata di Moglia.
- Cappella di San Francesco d'Assisi nella frazione di San Gregorio, presso la borgata di Rossi. Probabilmente fu la chiesa di un preesistente edificio religioso, forse un seminario. Conserva due dipinti: la Madonna col Bambino e San Francesco.
- Chiesa parrocchiale di San Lorenzo martire nell'omonima frazione. La parrocchia venne costituita nel 1448.
- Cappella dell'Immacolata Concezione nella frazione di San Lorenzo, presso la borgata di Bossaneto.
- Chiesa di San Bernardino nella frazione di San Lorenzo, presso la borgata di Villarelli.
- Chiesa parrocchiale dei Santi Vincenzo e Anastasio Martiri nella frazione di San Vincenzo. La chiesa fu costruita nel corso del XVIII secolo su progetto dell'architetto Domenico Belmonte; gli affreschi e le decorazioni pittoriche sono opera del Delle Piane di Diano Castello. Di pregio l'altare barocco in marmi policromi e un intarsiato coro in legno di noce.
- Cappella di San Martino di Tours nella frazione di San Vincenzo, presso la borgata di Bovini.
- Cappella di San Sebastiano martire nella frazione di San Vincenzo, presso la borgata di Canneto.
- Cappella di Santa Maria Maddalena nella frazione di San Vincenzo, presso la borgata di Villa.
- Chiesa parrocchiale di Nostra Signora Assunta nella frazione di Santa Maria.
- Cappella di San Giovanni Battista nella frazione di Santa Maria, presso la borgata di Casella.
- Santuario della Madonna di Loreto, detta "la Madonnetta", nella frazione di Santa Maria, presso la borgata di Duranti. Conserva un gruppo ligneo della Madonna con sant'Elisabetta, opera settecentesca del Garaventa.

### Architetture civili
- Casa Laureri, detta "Il Palazzo", è situata presso la frazione di San Lorenzo, nella borgata Bossaneto e fu edificata nel XVI secolo dai Laureri e tuttora di proprietà della famiglia Laureri.

## Società

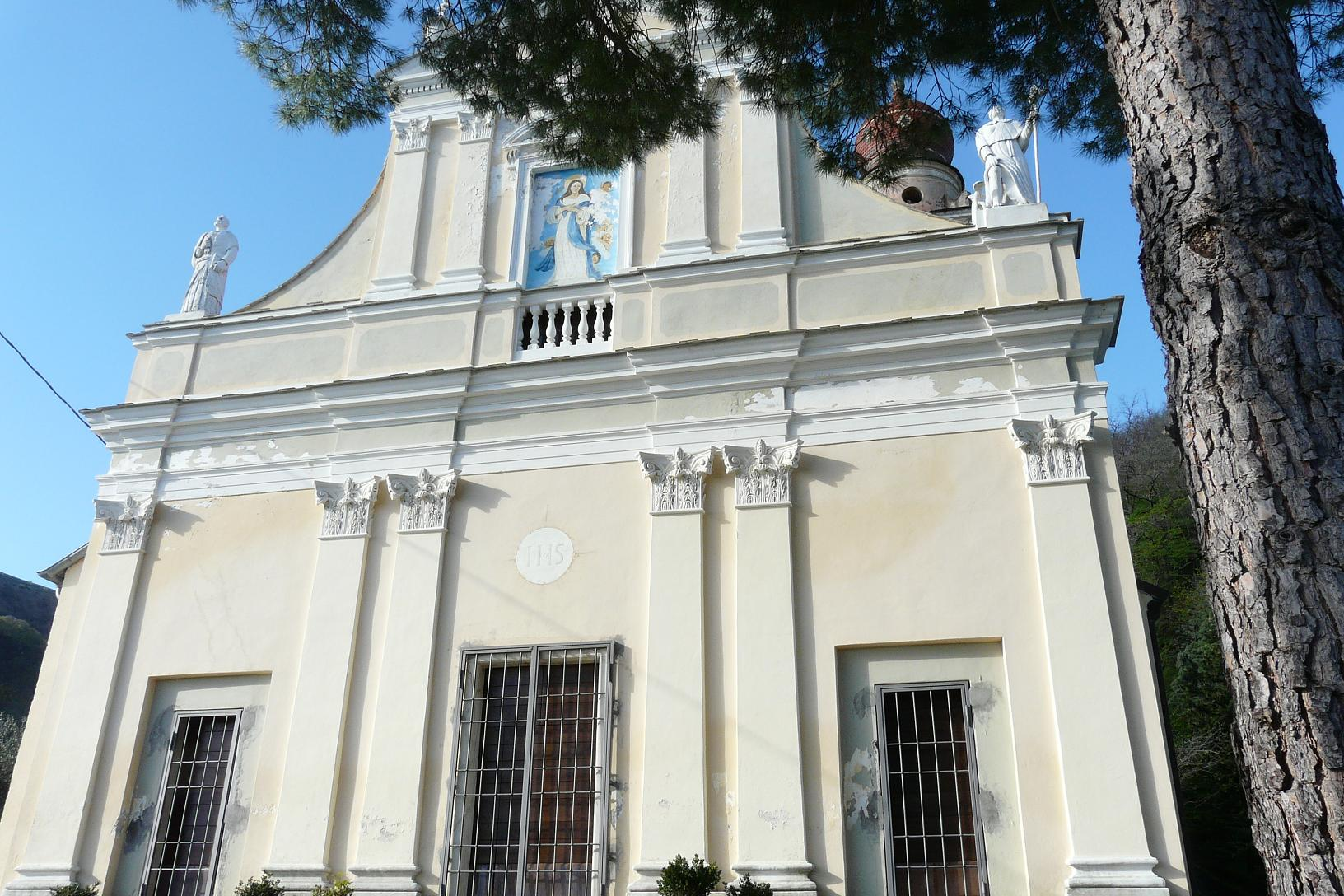
La chiesa parrocchiale di Nostra Signora Assunta (o di Santa Maria del Bosco) nella frazione di Santa Maria.

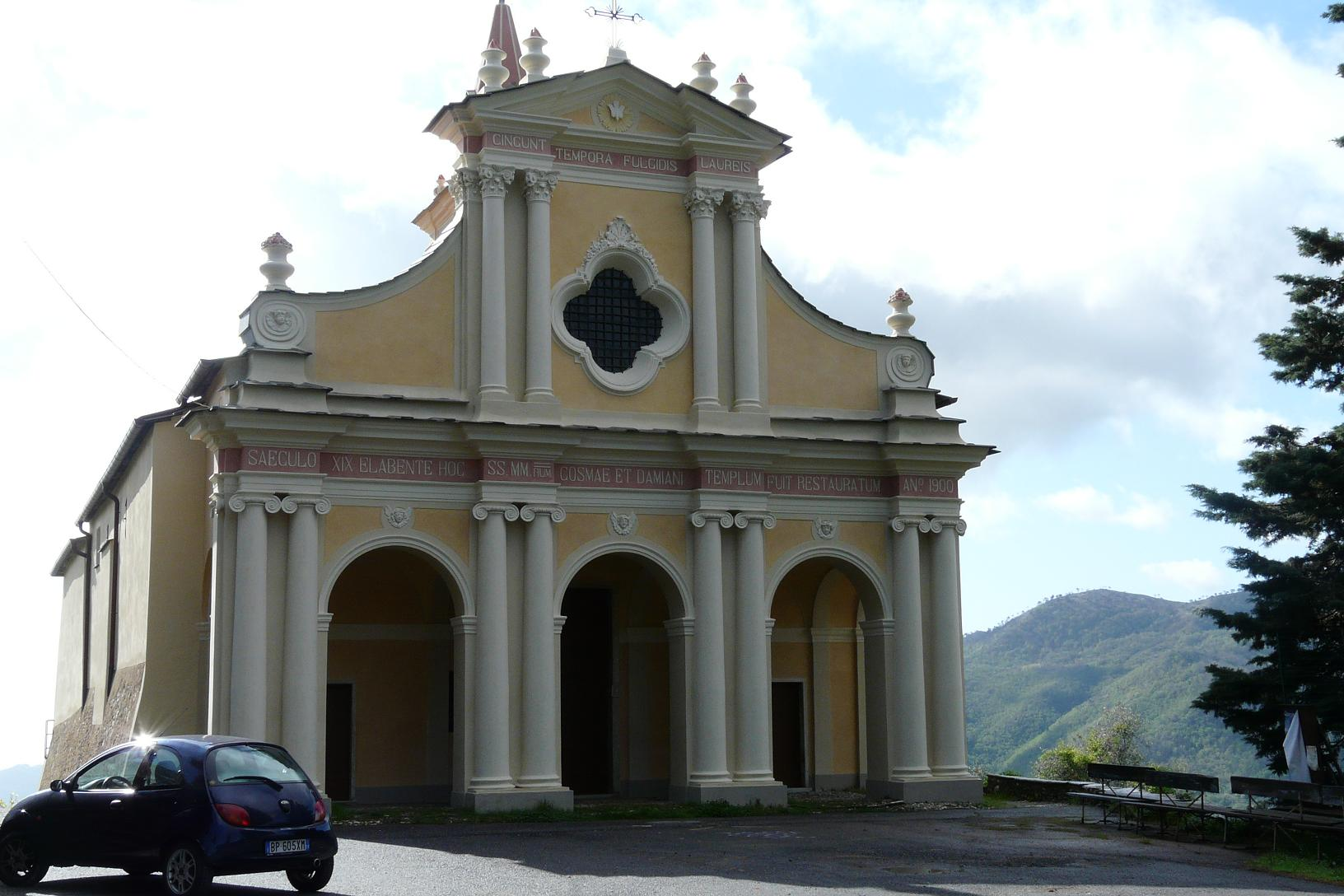
La chiesa parrocchiale dei Santi Cosma e Damiano nella frazione di San Damiano

### Evoluzione demografica
Abitanti censiti

### Etnie e minoranze straniere
Secondo i dati Istat al 31 dicembre 2019, i cittadini stranieri residenti a Stellanello sono 70.

## Geografia antropica

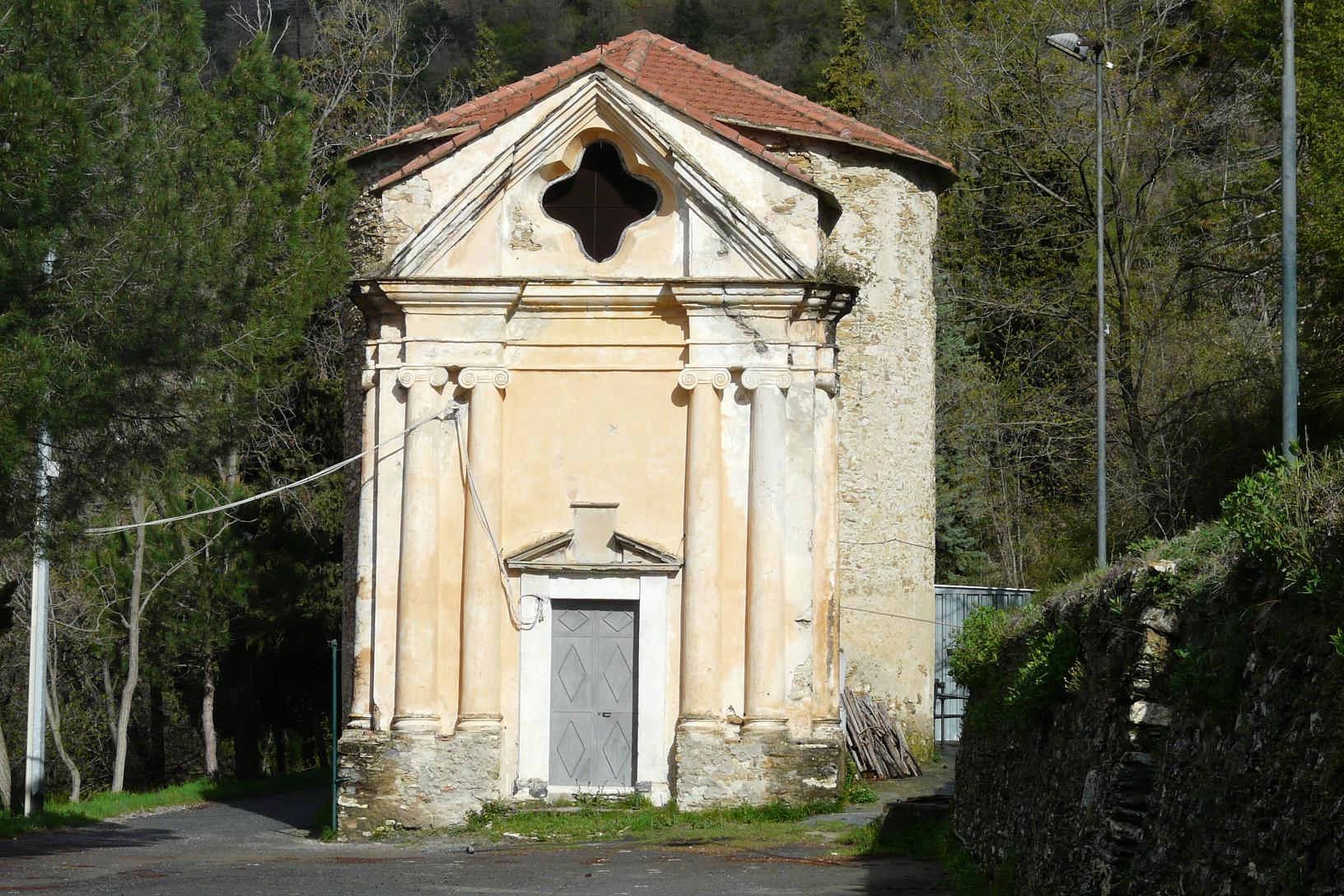
L'oratorio di San Bartolomeo nella frazione San Damiano

Il territorio comunale è costituito, oltre che dalla borgata capoluogo di Rossi, da numerose altre borgate storiche gravitanti attorno alle cinque frazioni di San Damiano, San Gregorio, San Lorenzo, San Vincenzo e Santa Maria, per una superficie territoriale di 17,81 km².
Storicamente le borgate fanno riferimento alle frazioni secondo il seguente schema riprodotto nello statuto comunale:
- Frazione di San Damiano: Caio, Caselle, Case Vecchie, Guagnolo e Villalunga;
- Frazione di San Gregorio: Albareto, Borgonuovo, Borgososso, Costapiana, Giaini, Moglia, Mulino e Rossi;
- Frazione di San Lorenzo: Bossaneto, Cavalli, Costa, Moretti e Villarelli;
- Frazione di San Vincenzo: Armati, Auberti, Bovini, Canneto, Crocche, Ravagli e Villa;
- Frazione di Santa Maria: Berghi, Caselle, Castello, Ciantà, Ciccioni, Costa e Duranti.

Confina a nord con i comuni di Testico, Casanova Lerrone e Garlenda, a sud con Diano Arentino (IM), Diano San Pietro (IM) e Villa Faraldi (IM), ad ovest con Chiusanico (IM) e ad est con Andora.

## Economia
La principale risorsa economica del paese è l'attività agricola con produzioni soprattutto di ortaggi e frutta, specie le pesche. Nelle colline circostanti avviene, grazie alla nutrita presenza di frantoi, la lavorazione delle olive trasformando il raccolto in pregiato olio di oliva locale.

## Infrastrutture e trasporti

### Strade
Il territorio di Stellanello è attraversato principalmente dalla strada provinciale 13 di val Merula che permette il collegamento del capoluogo comunale con Andora, ad est, e con Testico verso ovest. Sempre dal territorio testicese la provinciale 18 consente di raggiungere Andora attraversando, verso la parte più settentrionale del comune stellanellese, il territorio frazionario di San Damiano.

## Amministrazione

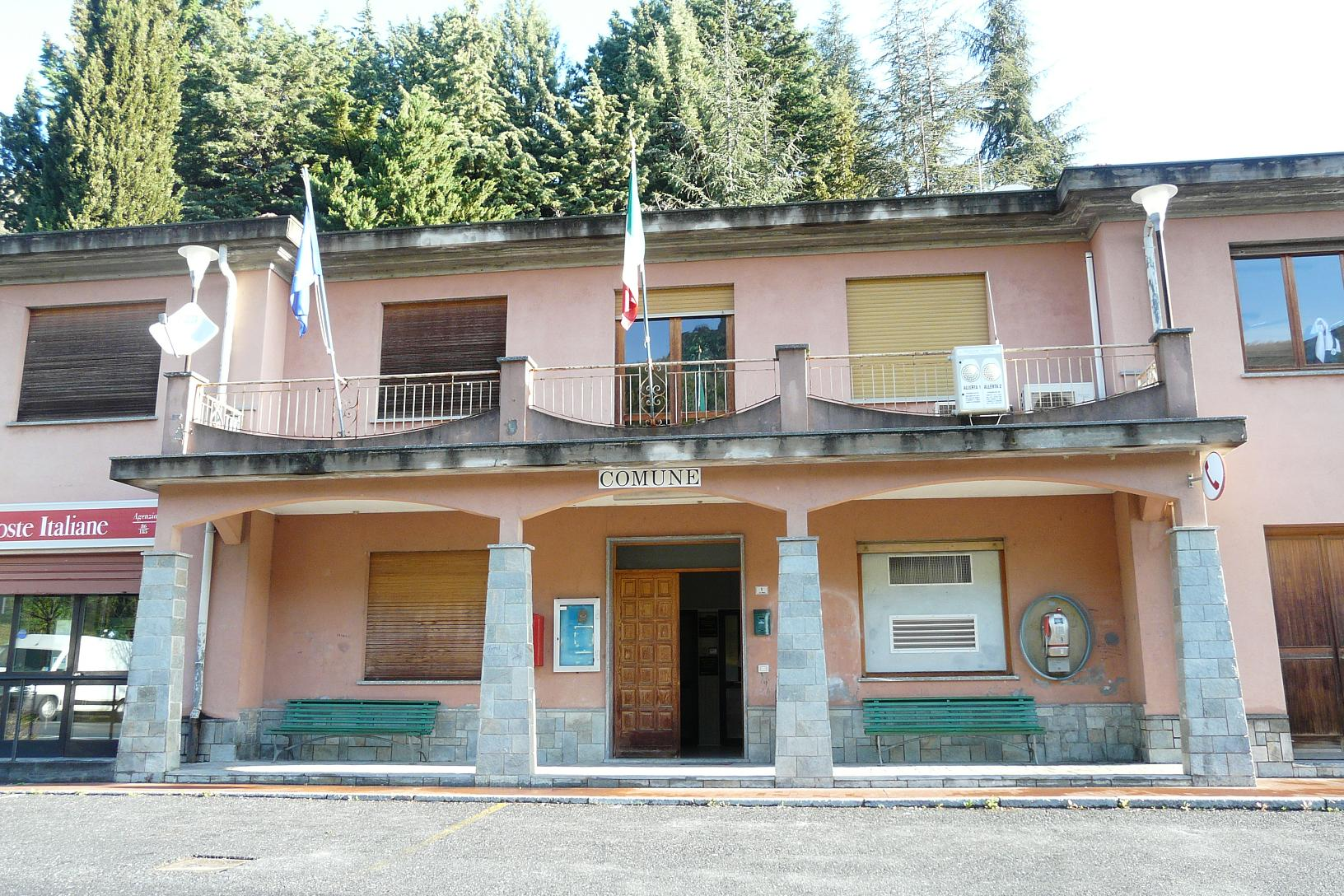
Il municipio

| Periodo        | Periodo        | Primo cittadino | Partito                                                              | Carica  | Note |
| -------------- | -------------- | --------------- | -------------------------------------------------------------------- | ------- | ---- |
| n.p.           | n.p.           | Giuseppe Armato |                                                                      | Sindaco |      |
| 1982           | 9 luglio 1988  | Claudio Cavallo | Democrazia Cristiana                                                 | Sindaco |      |
| 9 luglio 1988  | 11 giugno 1993 | Claudio Cavallo | lista civica                                                         | Sindaco |      |
| 7 luglio 1993  | 28 aprile 1997 | Claudio Cavallo | lista civica                                                         | Sindaco |      |
| 28 aprile 1997 | 14 maggio 2001 | Claudio Cavallo | Agricoltura turismo cultura ambiente (lista civica di centro-destra) | Sindaco |      |
| 14 maggio 2001 | 30 maggio 2006 | Giovanni Conti  | Agricoltura turismo cultura ambiente (lista civica di centro-destra) | Sindaco |      |
| 30 maggio 2006 | 16 maggio 2011 | Giovanni Conti  | Agricoltura turismo cultura ambiente (lista civica di centro-destra) | Sindaco |      |
| 16 maggio 2011 | 6 giugno 2016  | Laura Bestoso   | Agricoltura turismo cultura ambiente (lista civica di centro-destra) | Sindaco |      |
| 6 giugno 2016  | 4 ottobre 2021 | Claudio Cavallo | Stellanello Passione Valmerula (lista civica)                        | Sindaco |      |
| 4 ottobre 2021 | in carica      | Claudio Cavallo | Stellanello Passione Valmerula (lista civica)                        | Sindaco |      |